# Eleonore Koch
Eleonore Koch, también conocida como Lore Koch (Berlín, República de Weimar; 2 de abril de 1926-São Paulo, Brasil; 1 de agosto de 2018), fue una pintora y escultora brasileña de origen alemán.
Es conocida por sus pinturas que evocan la memoria de los objetos diarios y  también explora la naturaleza sensorial de la pintura a través de una tensión entre colores planos y líneas.
Llegó a Brasil en 1936. En 1968 viajó a Londres y a finales de la década de 1980 se instaló definitivamente en São Paulo, donde residió hasta su fallecimiento.

## Primeros años
Fue hija de la psicoanalista Adelheid Koch y del abogado Ernst Koch; tenía un hermano y una hermana mayor llamada Esther. Debido a la persecución del régimen nazi, su familia emigra a São Paulo, Brasil en 1936.

## Educación
Empezó con su educación artística bajo el mando de Yolanda Mohalvi (1909-1978) Elisabeth Nobiling (1902-1975), Flexor (1907-1971) y a partir de 1947 con Bruno Giorgi. En 1949, viajó a París, donde asistió a los estudios de escultura de Arpad Szenes (1897-1985) y Robert Coutin (1891-1965). En su regreso a São Paulo, en 1952, trabajó como diseñadora de escena de la estación Tupi TV. Recomendada por Geraldo de Barros, trabajó como asistente de Mario Schenberg y César Lattes en la Universidad de São Paulo (USP). Trabajó con su madre, la psicoanalista Adelheid Koch, y el coleccionista de arte Theon Spanudis (1915-1985), quien a su vez le introdujo al pintor Alfredo Volpi, con quien ella persiguió sus estudios. Está fuertemente influenciada por este último y eventualmente fue considerada su única discípulo.

## Trabajo y obras
Participó en ediciones sucesivas de la Bienal Internacional de São Paulo, desde 1959 hasta 1967. Se mudó a Londres en 1968, donde fue patrocinada por un renombrado colector de arte y trabajó como traductora certificada para el poder judicial británico. En 1979, participó en la exhibición de la colección de Theon Spanudis, en el Museo de Arte Contemporáneo de la Universidad de São Paulo (MAC/USP), pudiendo así hacer una donación a este museo. También participó en la exhibición Volpi: Permanencia y Matrix: Siete artistas de São Paulo, realizada en la Galería de Montesanti, São Paulo en 1986.
A pesar de que permaneció con un perfil bajo ante el público en general, logró reconocimientos en los círculos artísticos. Logra una atención más amplia en 2013 cuando el publicista Cosac Naify publicó un libro donde hace referencia a su trabajo, Lore Koch, con el texto elaborado por el artista crítico Paulo Venancio Filho.